# Šarkania diera

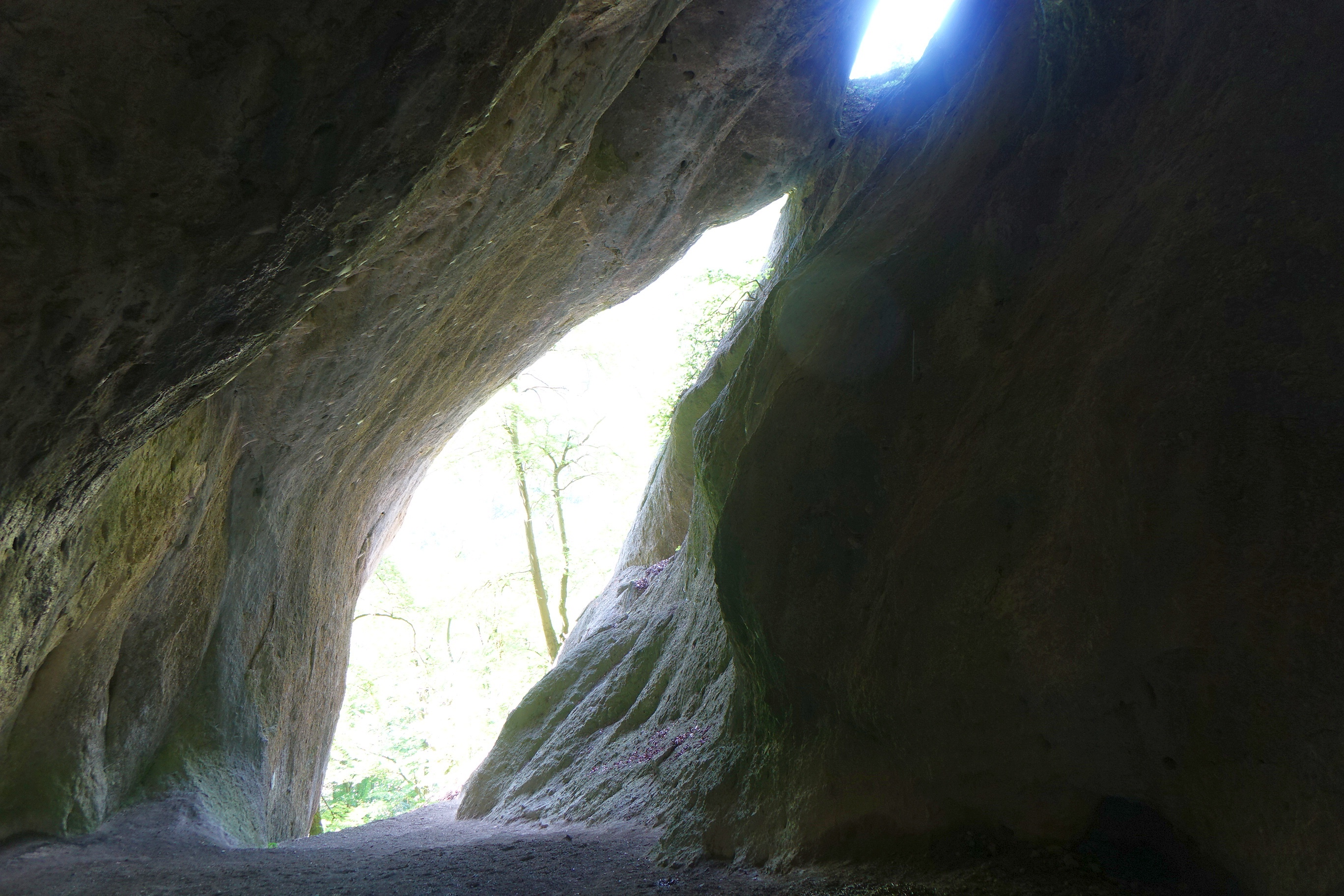
Otwór jaskini

Šarkania diera (pol. Smocza Dziura) – jaskinia w północnej części Gór Strażowskich na Słowacji. Znana od dawna miejscowej ludności. Nazwa związana z miejscową legendą, według której w jaskini żył kiedyś smok (słow. šarkan).

## Położenie
Jaskinia znajduje się w północnej części Sulowskich Skał, w zachodnim zboczu grzbietu biegnącego od Roháča na południe, w kierunku Žibrida. Położona jest na terenie katastralnym wsi Súľov-Hradná. Jej otwór o kształcie ukośnie postawionej soczewki znajduje się na wysokości ok. 590 m n.p.m. Leży w odległości ok. 250 m (w kierunku wschodnim) i ok. 90 m powyżej żółtego szlaku turystycznego z Súľova-Hradnej na grzbiet Sulowskich Skał pod Roháčem.

## Geologia – morfologia
Šarkania diera jest jaskinią semikrasową (lub klastokrasową). Powstała w masywie zbudowanym z tzw. zlepieńca sulowskiego na skutek mechanicznej erozji postępującej wzdłuż systemu szczelin, do której następnie dołączyła się korozja wywołana przez wody opadowe, rozpuszczające powoli zarówno wapniste lepiszcze zlepieńca, jak i jego wapienno-dolomitowe ziarna. Długość jaskini wynosi ok. 60 m, wysokość dochodzi do 20 m. Dno jaskini, generalnie płaskie, tworzy gruba, ubita pokrywa wapniowego żwiru. Jaskinia nie posiada szaty naciekowej.

## Znaczenie naukowe
Jaskinia jest znana jako miejsce znalezisk paleontologicznych (czaszka niedźwiedzia jaskiniowego) oraz archeologicznych (artefakty z obszaru kultury lendzielskiej z epoki neolitu), eksponowanych w Muzeum Powaskim w Zamku Budatińskim.

## Ochrona jaskini
Jaskinia leży w granicach Obszaru chronionego krajobrazu Góry Strażowskie. Od 1979 r. podlega ochronie szczególnej jako pomnik przyrody (słow. pierwotnie chránený prírodný výtvor, od 1994 r. prírodná pamiatka). Pomimo iż do jaskini od lat prowadziła dobrze widoczna ścieżka od wspomnianego wyżej żółtego szlaku, sama jaskinia nie była udostępniona do zwiedzania turystycznego. Dopiero decyzją Wojewódzkiego Urzędu Środowiska Przyrodniczego w Żylinie nr 3/2009 z dnia 14 grudnia 2009 r. jaskinię udostępniono do indywidualnego zwiedzania od 15 stycznia 2010 r.
Ze względów bezpieczeństwa jaskinię można zwiedzać każdego roku od 1 maja do 1 listopada. Wejście do niej ułatwia stalowa drabinka i stalowe klamry osadzone w skale.

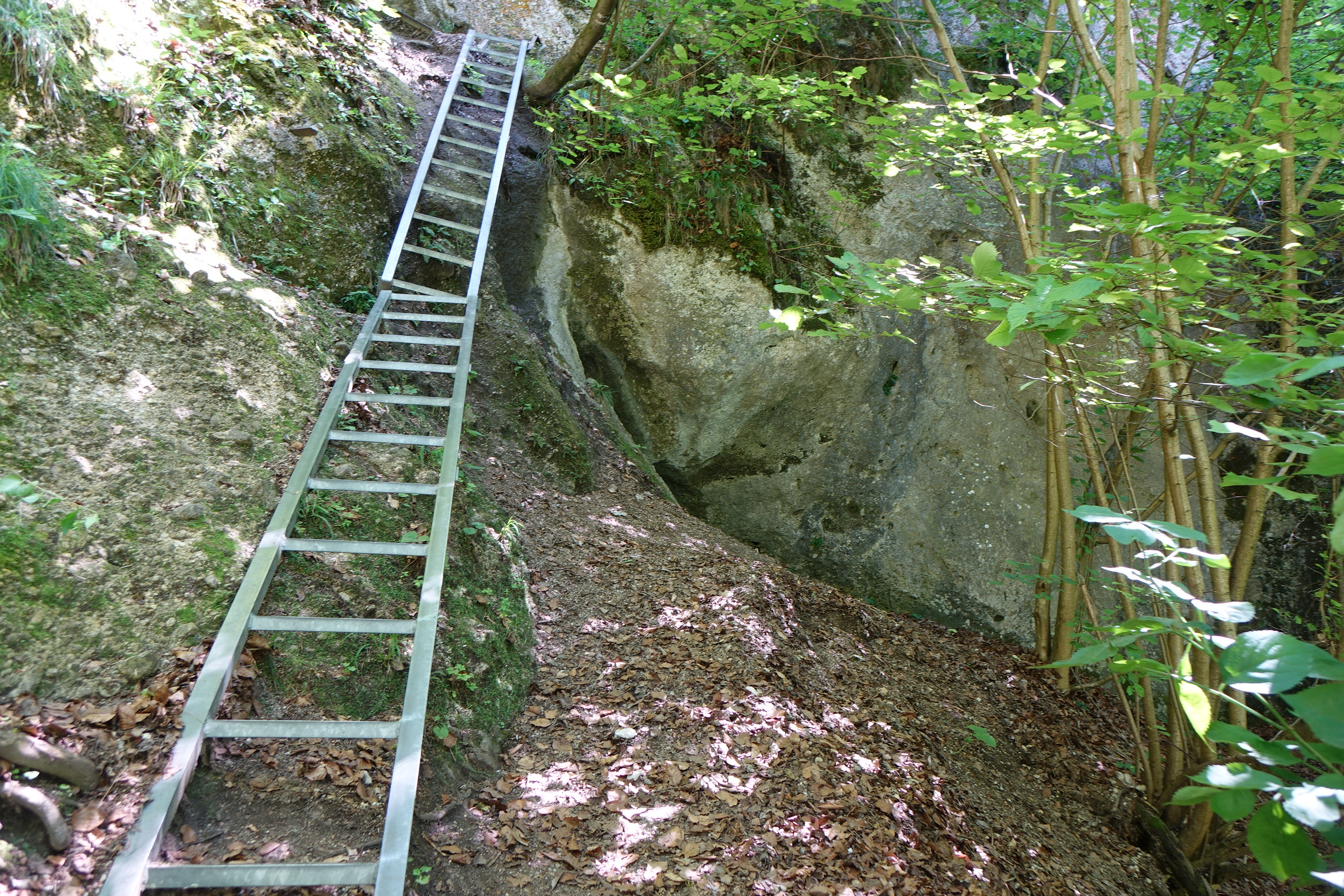
Dojście do jaskini
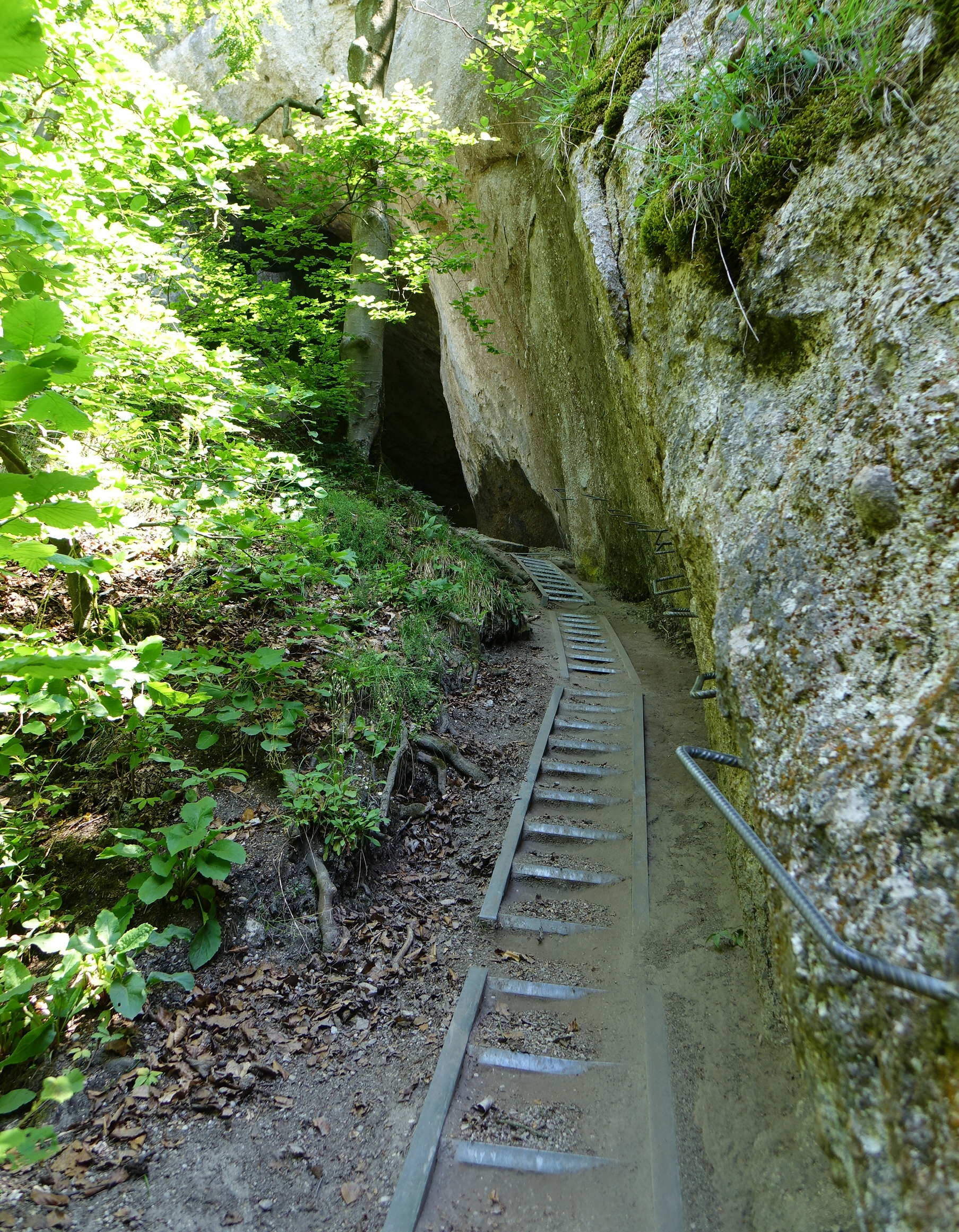
Dojście do jaskini
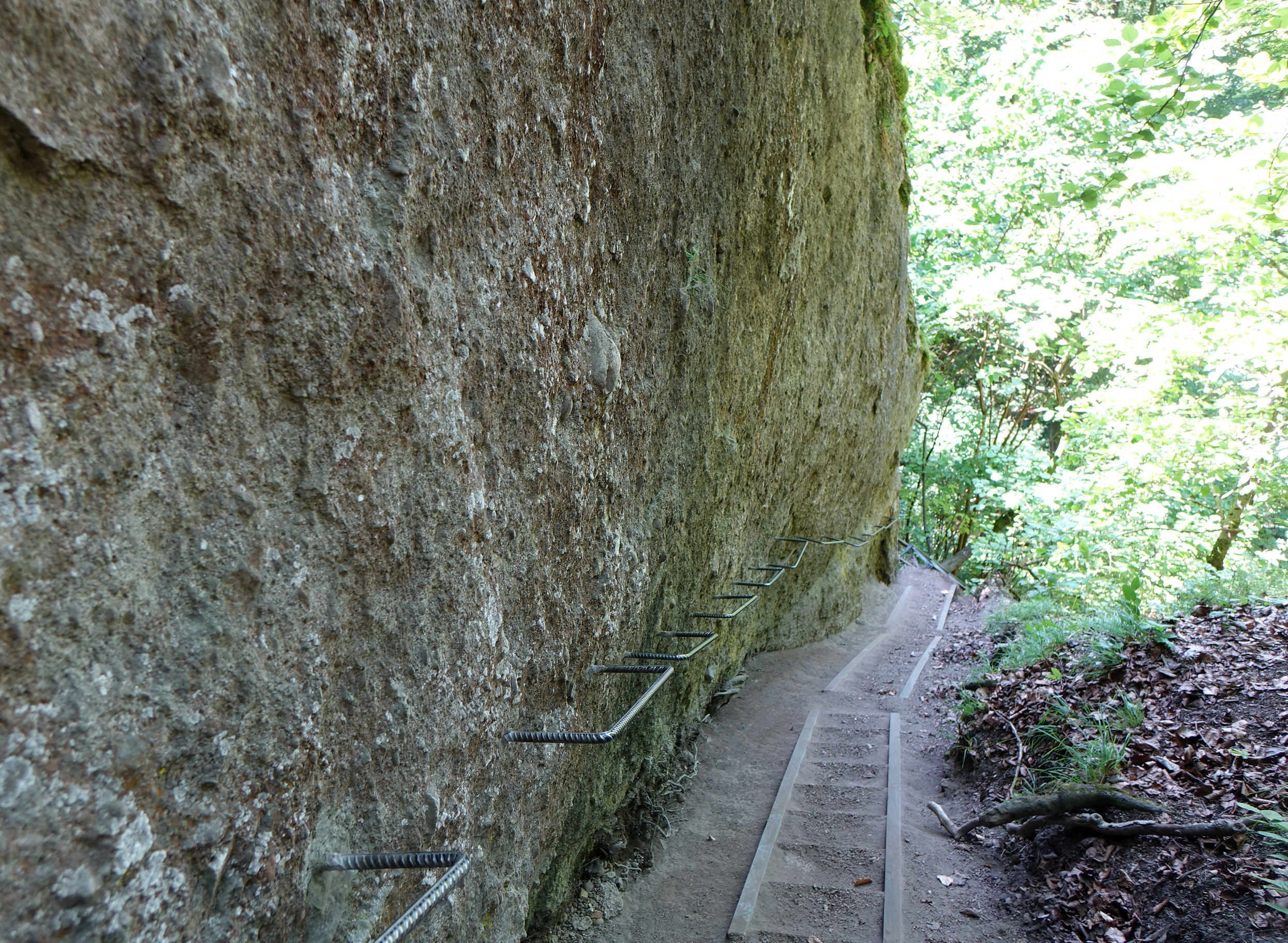
Dojście do jaskini
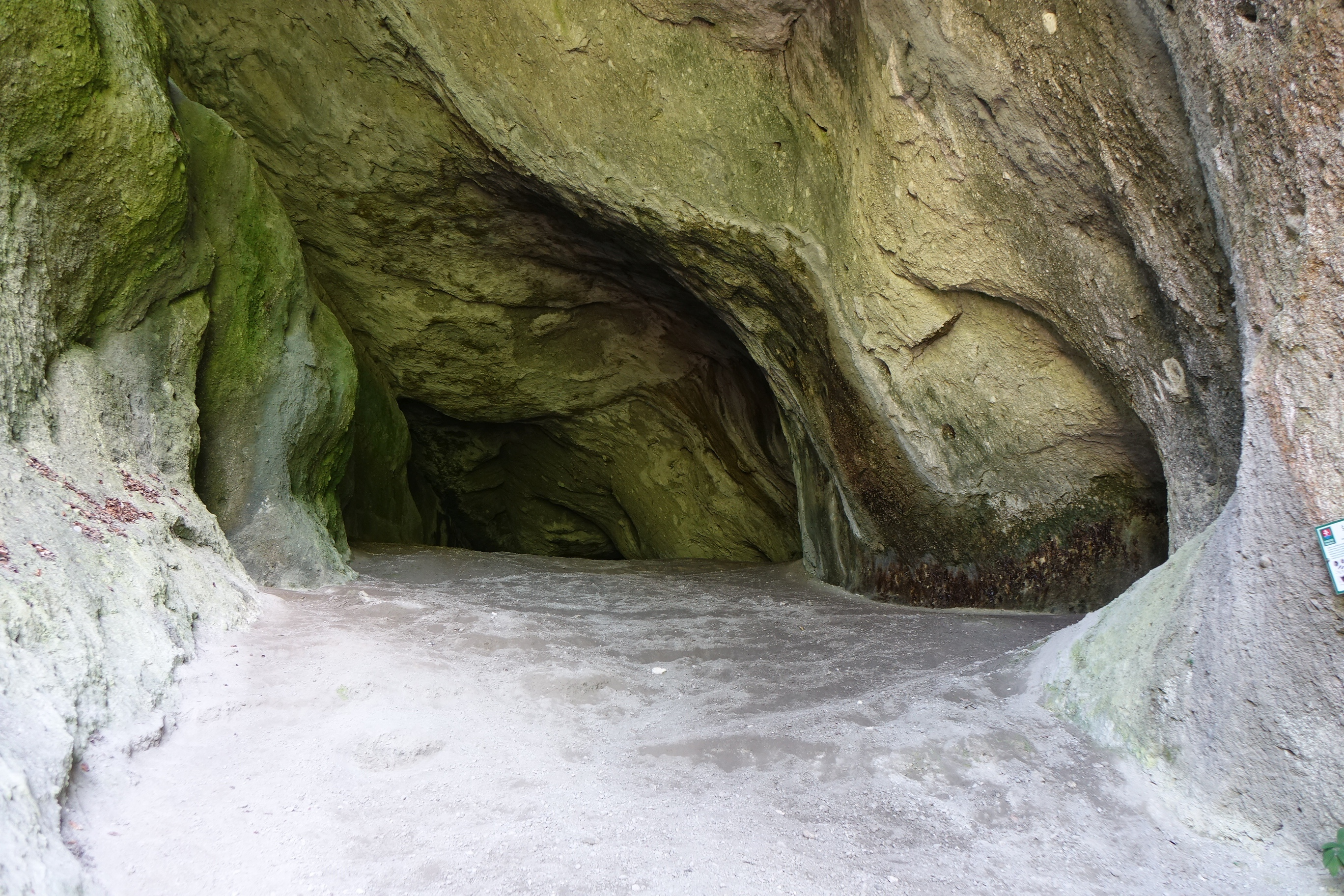
Sala
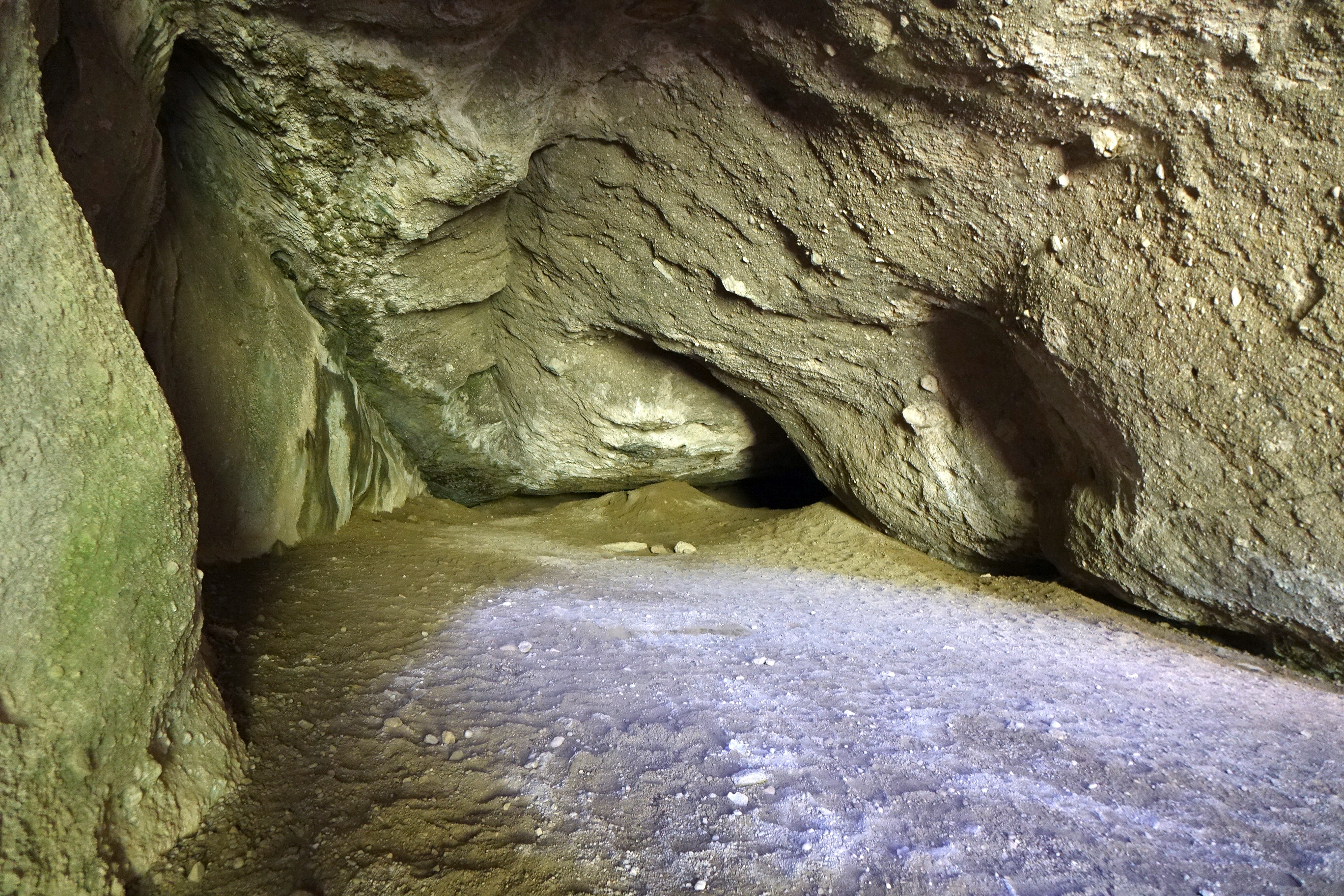
Tylna część jaskini